# Бојни бродови класе Емануеле Филиберто
Емануеле Филиберто (итал. Emanuele Filiberto) је била класа бојних бродова класификофаних као преддреднота саграђених за Италијанску морнарицу. Саграђена су два брода те класе: Емануеле Филиберто (1897) и Амираљо ди Сен Бон (1897)
То је била веома обећавајућа класа бродова, са великом брзином, али нешто мањим депласманом и наоружањем.